# Скурта (Бакеу)
Скурта (рум. Scurta) — село у повіті Бакеу в Румунії. Входить до складу комуни Орбень.
Село розташоване на відстані 214 км на північ від Бухареста, 34 км на південь від Бакеу, 109 км на південний захід від Ясс, 122 км на північний захід від Галаца, 126 км на північний схід від Брашова.

## Населення
За даними перепису населення 2002 року у селі проживали 1938 осіб, з них 1937 осіб (99,9%) румунів. Усі жителі села рідною мовою назвали румунську.